# Rote Hose Darmkrebsvorsorge
Der gemeinnützige Verein Rote Hose Darmkrebsvorsorge e. V. (in eigener Kurzform: ROTE HOSE) mit Sitz in Kleve wurde im Sommer 2014 von Petra Thomas sowie sechs weiteren Gründungsmitgliedern ins Leben gerufen.

## Ziele
Der Verein hat es sich zum Ziel gesetzt, insbesondere bei Jüngeren ein Bewusstsein für die frühen Anzeichen von Darmkrebs zu schaffen und über wirksame Vorsorgemaßnahmen für Ältere aufzuklären. Zudem werden Themen wie Stuhlgang, Krebs oder Darmspiegelung enttabuisiert.

## Symbol
Früh erkannt, ist Darmkrebs heilbar. Um diese lebenswichtige Information zu verbreiten, wurde die Rote Hose in Anlehnung an Symbole wie die Rote Schleife gegen AIDS u. Ä. geschaffen.
Als zentrales Symbol gegen Darmkrebs soll die Rote Hose kurz und direkt auf die Vorsorge- und Früherkennungsbotschaft hinweisen.

## Vorstand
Die Rote Hose Darmkrebsvorsorge e. V. ist ein eingetragener gemeinnütziger Verein. Den Vorsitz hat zur Zeit Christine Leben inne. Sie wird unterstützt von Anita Sinke (Schatzmeisterin), Jana Bauer-Lipovski (Schriftführerin), Christiane Kehren (1. Beisitzerin) sowie Christian Schultze (2. Beisitzer). Im Februar 2023 bestand der Verein aus über 30 Mitgliedern sowie zahlreichen Unterstützern, die ehrenamtlich Aufklärungsaktionen organisieren.

## Aktivitäten und Projekte
Die Rote Hose sammelt Spenden und startet damit Social-Media-, Online- und Print-Kampagnen sowie Werbeaktionen in öffentlichen Toiletten. Zur Verbreitung der Botschaft werden auch Informationsstände und die Verteilung von Aufklärungsmaterial organisiert. Der Vorstand hält zudem Vorträge, gibt Interviews und nimmt TV-Auftritte wahr. 
Ausgewählte Beispiele von öffentlichen Auftritten zur Aufklärung von Darmkrebs:
- SWR Nachtcafé vom 23. September 2016 – Leben mit der Angst
- Focus-Magazin – Der erste Tag vom Rest des Lebens
- RP-Online – Kranke Kleverin kämpft für Vorsorge
- Bild – Felix Burda Award
- Die Welt Sondereinlage "Gesunder Körper" – Spieglein, Spieglein an der Darmwand und Gewinnt Klitschko denn jeden Kampf?

## Preise
- Felix Burda Award 2015: Engagement des Jahres[2]
- HelferHerzen – der DM Preis für Engagement[3]